# Elsie Bay
Elsie Bay, pseudonimo di Elsa Ingeborg Søllesvik (Kvinnherad, 22 aprile 1996), è una cantautrice norvegese.

## Biografia
Nata a Kvinnherad, si è successivamente trasferita con la famiglia ad Haugesund nella contea di Rogaland.
Durante i suoi studi nella scuola culturale della città, con Emilie Haaland Austrheim, ha fondato il duo musicale Elsa & Emilie. Nel gennaio 2014, il duo ha firmato un contratto discografico con Sony Music, con cui hanno pubblicato l'album di debutto Endless Optimism, che al Spellemannprisen, il principale riconoscimento musicale norvegese, gli ha valso una nomina come artista esordiente dell'anno.
Il duo ha ottenuto maggiore visibilità nel 2017, quando il loro singolo Run è stato inserito nella colonna sonora della webserie Skam. Nel gennaio dello stesso anno hanno pubblicato il secondo album in studio Kill Your Darlings, accompagnato dai singoli Au volant e Chains of Promises. Dopo un periodo di pausa, il duo si è ufficialmente sciolto nel 2018.
Tra il 2018 al 2020, Søllesvik si è stabilita ad Oslo dove ha iniziato a lavorare come compositrice per vari artisti norvegesi, in particolare ha scritto per Emmy il brano Witch Woods con cui ha preso parte al Melodi Grand Prix 2021. Parallelamente ha avviato la sua carriera da solista, con lo pseudonimo Elsie Bay, con cui ha pubblicato il suo singolo di debutto Heaven Made che è stato inserito nella colonna sonora della serie sud coreana Show Window: The Queen's House.
Nel 2022 ha partecipato al Melodi Grand Prix, il processo di selezione norvegese per l'Eurovision Song Contest, con l'inedito Death of Us. L'emittente nazionale NRK l'ha selezionata fra i sei finalisti di diritto. Nella serata finale ha avuto accesso alla super finale a quattro, senza però accedere al duello finale. L'anno successivo ha preso nuovamente parte al Melodi Grand Prix, dove ha presentato il brano Love You in a Dream con cui si è classificata quarta nella serata finale dell'evento.

## Discografia

### Singoli
- 2021 – Heaven Made
- 2022 – Death of Us
- 2022 – Tall People
- 2023 – Love You in a Dream
- 2023 – Bikini Song

### Con Elsa & Emilie
- 2014 – Endless Optimism
- 2017 – Kill Your Darlings